# Seleção Egípcia de Voleibol Feminino
A seleção egípcia de voleibol feminino é uma equipe do continente africano, composta pelas melhores jogadoras de voleibol do Egito. É mantida pela Federação Egípcia de Voleibol. Encontra-se na 40ª posição do ranking mundial da FIVB segundo dados de agosto de 2017.

## Títulos e resultados
- Campeonato Africanoː1985,1991 e 1993
- Campeonato Africanoː2005 e 2011
- Jogos Pan-Africanosː1987
- Jogos Pan-Africanosː1991,1999 e 2003
- Jogos Pan-Africanosː1995
- Jogos Pan-Arábicosː1997,1999 e 2011